# Williams X-Jet

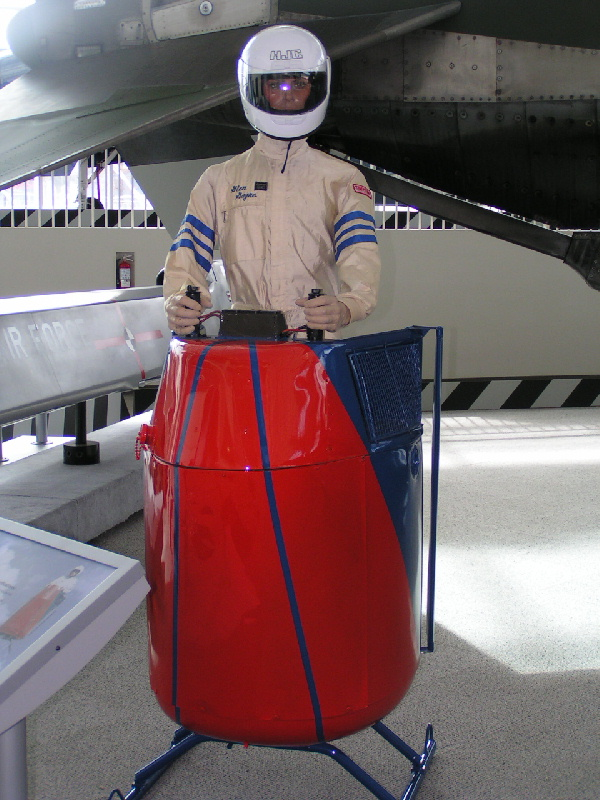
Williams X-Jet, в музее Seattle Museum of Flight.

Вильямс Икс-джет (англ. Williams X-Jet) — экспериментальный летательный аппарат, одноместная реактивная летающая платформа. Разработан предприятием  Williams International. Представлял собой открытую кабину с установленным вертикально турбовентиляторным двигателем Williams F107 (в его модифицированном варианте).
Аппарат не имел каких-либо аэродинамических поверхностей для создания подъёмной силы; она, как и горизонтальная составляющая скорости, создавалась исключительно реактивной тягой двигателя. Пилот располагался стоя, управление аппаратом осуществлялось отклонением пилота (и соответственно аппарата) в желаемую сторону (балансировочное управление) и изменением мощности двигателя. В ходе испытаний, проведённых армией США в 1980-х годах, аппарат продемонстрировал скорость полёта до 100 км/ч и продолжительность полёта до 45 минут, очень хорошую манёвренность. Характеристики аппарата не устроили заказчика (в частности, по скорости, грузоподъёмности, дальности аппарат безусловно уступал лёгким вертолётам), в результате финансирование было прекращено, а проект закрыт.

## Лётно-технические характеристики
- Экипаж: 1 человек
- Высота: 1,22 м
- Масса (пустой): 182 кг
- Масса (снаряжённый): 250 кг
- Силовая установка: 1 × модифицированный ТРДД Williams F107
  - тяга — 2,7 кН
- Максимальная скорость: 96 км/ч
- Продолжительность полёта: 30-45 минут
- Практический потолок: 3049 м
- Тяговооружённость: 1,11